# Pollenia viridiventris
Pollenia viridiventris är en tvåvingeart som beskrevs av Macquart 1847. Pollenia viridiventris ingår i släktet vindsflugor, och familjen spyflugor. Inga underarter finns listade i Catalogue of Life.